# زاگورنیه کلتیا
زاگورنیه کلتیا (انگلیسی: Zagornye Kletya) یک شهرک در شهرستان شارانسکی استان باشقیرستان کشور روسیه است.